# Shangdi
Shangdi (que quiere decir: de todo lo grande, él es más grande; chino: 上帝, pinyin: Shàngdì, Wade-Giles: Shang Ti) es el nombre usado en la mitología china para referirse al Dios supremo. "Shang Di" es la romanización pinyin de dos caracteres chinos: el primero – 上, Shàng – significa "alto", "más alto", "primero", "primordial"; el segundo, 帝, Dì, se considera típicamente como una abreviatura de huangdi (皇帝) en chino moderno, el título de los emperadores de China empleado por primera vez por Qin Shi Huang, y generalmente se traduce como "emperador".
Para algunos, Shangdi es el creador del universo. Si esto fuera así, sería anterior en unos 500 años a Pangu, otro Dios de la creación chino. No obstante, hay muchas dudas sobre lo que realmente quería representar este concepto y muchos estudiosos creen que podría ser o bien un concepto genérico para referirse a los antepasados o bien el término que designaría el primer ancestro legendario del clan gobernante.
Las referencias más antiguas a Shangdi se encuentran en las inscripciones de los huesos oraculares de la dinastía Shang. En la literatura aparece por primera vez en los cinco clásicos (五經, Wujing) recopilados por Confucio en el siglo VI a. C..
Desde el comienzo de la historia china, especialmente a partir de la dinastía Zhou, también se utiliza el término Tian (天, "cielo") para referirse al dios supremo. Tian es un término con muchos significados en chino antiguo. Puede referirse al cielo físico o al Dios del cielo. Con este último sentido tiene el mismo significado que Shangdi. En tiempos de la dinastía Han, el influyente erudito confuciano Zheng Xuan afirmaba que "Shangdi es otro nombre para Tian".
También cabe la posibilidad de que Tian fuese un concepto similar a Shanti, es decir un antepasado o conjunto de antepasados de la casa Zhou y que lo que estos hiciesen fuese sustituir a Shangti por Tian en las ceremonias y ritos que tomaron prestadas de la anterior dinastía, creando mediante esta identificación formal un concepto más universal a la vez que más ambiguo.
En la antigüedad se le adoraba en sacrificios rituales. Se creía que gobernaba sobre los espíritus ancestrales, que actuaban como sus ministros, y que era el supremo guía del orden natural y del orden humano. Aquel que gobernaba China debía ofrecerle un toro como sacrificio anual en el Templo del cielo. Shangdi nunca era representado como una imagen. En su lugar, en el centro del templo, en un lugar llamado "la bóveda imperial del cielo", se colocaba sobre el trono una "tablilla sagrada" (神位, shénwèi) con el nombre del dios escrito. Este nombre era "Dios soberano supremo del cielo" (皇天上帝, Huangtian Shangdi).
Posteriormente la cultura popular y sobre todo el taoísmo popular lo convirtió en un personaje antropomórfico, paralelo en el otro mundo del Emperador de la tierra.
Durante el siglo XIX, los misioneros protestantes británicos que fueron a China asociaron a Shangdi con Cristo, explicando que eran el mismo dios, apareciendo en la Biblia traducida al chino, esto sirvió como base para la secta sincrética y a la vez movimiento revolucionario de Hong Xiuquan, Sociedad de los Adoradores del Emperador, que quería expulsar a los manchúes y restaurar a los han en el poder, restableciendo así el Mandato del Cielo.